# Старосіндровське сільське поселення
Старосі́ндровське сільське поселення (рос. Старосиндровское сельское поселение) — муніципальне утворення у складі Краснослободського району Мордовії, Росія. Адміністративний центр — село Старе Сіндрово.
Станом на 2002 рік існували Довговеряська сільська рада (села Демина Поляна, Довговеряси, присілки Мироновка, Нове Заберезово, Нові Бути), Каймарська сільська рада (село Каймар, присілки Нова Саловка, Пушкіно, селище Семеновський) та Старосіндровська сільська рада (село Старе Сіндрово, присілок Старі Бути, селища Більшовик, Привольє).
27 листопада 2008 року ліквідоване Каймарське сільське поселення (село Каймар, присілки Нова Саловка, Пушкіно, селище Семеновський) увійшло до складу Старосіндровського сільського поселення.
18 жовтня 2010 року ліквідоване Довговеряське сільське поселення (села Демина Поляна, Довговеряси, присілки Мироновка, Нове Заберезово, Нові Бути) увійшло до складу Старосіндровського сільського поселення.

## Населення
Населення — 970 осіб (2019, 1339 у 2010, 1637 у 2002).

## Склад
До складу поселення входять такі населені пункти:
| Населений пункт           | Населення, осіб (2002) | Населення, осіб (2010) |
| ------------------------- | ---------------------- | ---------------------- |
| Більшовик, селище         | 19                     | 12                     |
| Демина Поляна, село       | 108                    | 76                     |
| Довговеряси, село         | 122                    | 73                     |
| Каймар, село              | 82                     | 65                     |
| Мироновка, присілок       | 5                      | 2                      |
| Нова Саловка, присілок    | 18                     | 5                      |
| Нове Заберезово, присілок | 35                     | 12                     |
| Нові Бути, присілок       | 7                      | 0                      |
| Привольє, селище          | 41                     | 21                     |
| Пушкіно, присілок         | 2                      | 0                      |
| Семеновський, присілок    | 6                      | 0                      |
| Старе Сіндрово, село      | 1179                   | 1066                   |
| Старі Бути, присілок      | 13                     | 7                      |